# Vidos Zoltán
Koltai Vidos Zoltán, születési nevén Vidos Zoltán Dániel Henrik (Arad, 1900. március 24. – Budapest, 1975. december 25.) építészmérnök.

## Életpályája
Vidos Dávid és Wachsmann Róza fiaként született nemesi családban. Anyja Felhő Rózsi (1879–1963) művésznéven operetténekesnő volt.
1918-ban a Budapesti VI. kerületi Állami Főreáliskolában érettségizett. 1926-ban diplomázott a József Nádor Műegyetemen. Tanulmányai befejezése után, 1927–1949 között a főváros építészeti apparátusában dolgozott. 1949–1962 között a BUVÁTI-ban tervező építész volt. 1962-ben nyugdíjba vonult.
Több lakóházterve országos típusterv lett. Számos tervpályázaton vett részt sikerrel. Szakcikkei, mai képzőművészetünkkel foglalkozó írásai a Művészetben, a Magyar Építőművészetben és más folyóiratokban jelentek meg.
Sírja a Farkasréti temetőben található (608-238. templomi fülke).

### Családja
1932. április 2-án Budapesten házasságot kötött Radnai Annával, Radnai Ferenc államvasúti mérnök és Weisz Kornélia lányával.

## Építészeti munkái
- Zápor utcai pontházak (1949)
- épületcsoport a Béke út mentén (1950, társtervezők: Cserba Dezső, Schőmer Ervin, Tarján László)
- lakóház és irodaház a Váci úton (1950-1951, társtervező: Tarján László)
- Nagy Lajos úti lakótelep épületei (1953)
- Árpád úti lakóházak (1959, társtervező e két utóbbinál Henk Vilmos)